# When Men Would Kill
Pour plus de détails, voir Fiche technique et Distribution.
When Men Would Kill est un film américain sorti en 1914, tourné à Jacksonville, en Floride et réalisé par Sidney Olcott, avec Valentine Grant.

## Fiche technique
- Réalisation : Sidney Olcott
- Scénario :
- Production : Sidney Olcott Players
- Distribution : Warner's Feature
- Directeur de la photo :
- Décors :
- Longueur : 3 000 pieds
- Date de sortie : 1914 ( États-Unis)

## Distribution
- Valentine Grant

## Anecdotes
Le film a été tourné à Jacksonville en Floride, en 1914.